# Слап (Тржич)
Слап (словен. Slap) је насељено место у општини Тржич, Горењска регија, Словенија.

## Историја
До територијалне реорганизације у Словенији био је у саставу старе општине Тржич.

## Становништво
У попису становништва из 2011. године, Слап је имао 190 становника.
| Број становника према пописима | Број становника према пописима | Број становника према пописима |
| ------------------------------ | ------------------------------ | ------------------------------ |
| 1991                           | 2002                           | 2011                           |
| 193                            | 181                            | 190                            |